# The Hope Diamond Mystery
The Hope Diamond Mystery er en amerikansk stumfilm fra 1921 af Stuart Paton.

## Medvirkende
- Grace Darmond som Mary Hilton / Bibi
- George Chesebro som John Gregge / Jean-Baptiste Tavanier
- Boris Karloff
- Harry Carter som Sidney Atherton / Ghung
- William Marion som James Marcon / Bagi
- Carmen Phillips som Wanda Atherton / Miza
- Arthur Clayton som Francis Hale
- Ethel Shannon som Lady Francis Hale
- William Buckley som Reginald Travers
- Frank M. Seki som  Saki
- Harry Archer som Johnson
- May Yohe som Francis Hope